# Blaise Kouassy
Blaise Kouassy, né le 12 janvier 1983, est un footballeur ivoirien jouant en poste d'attaquant.

## Clubs
- 2004-2009 : Club sportif sfaxien ( Tunisie)
- 2009-2012 : Al Sha'ab Sharjah ( Émirats arabes unis)
- 2013-20** : Stade tunisien ( Tunisie)

## Palmarès
- Vainqueur du championnat de Tunisie de football : 2005
- Vainqueur de la coupe de Tunisie de football : 2004, 2009
- Vainqueur de la Coupe de la CAF : 2007, 2008